# Зуунмод
Зуунмод — місто, адміністративний центр аймаку Туве, Монголія. Місто стало адміністративним центром аймаку у 1942 році, до того центр аймаку був в Улан-Баторі.

## Географія

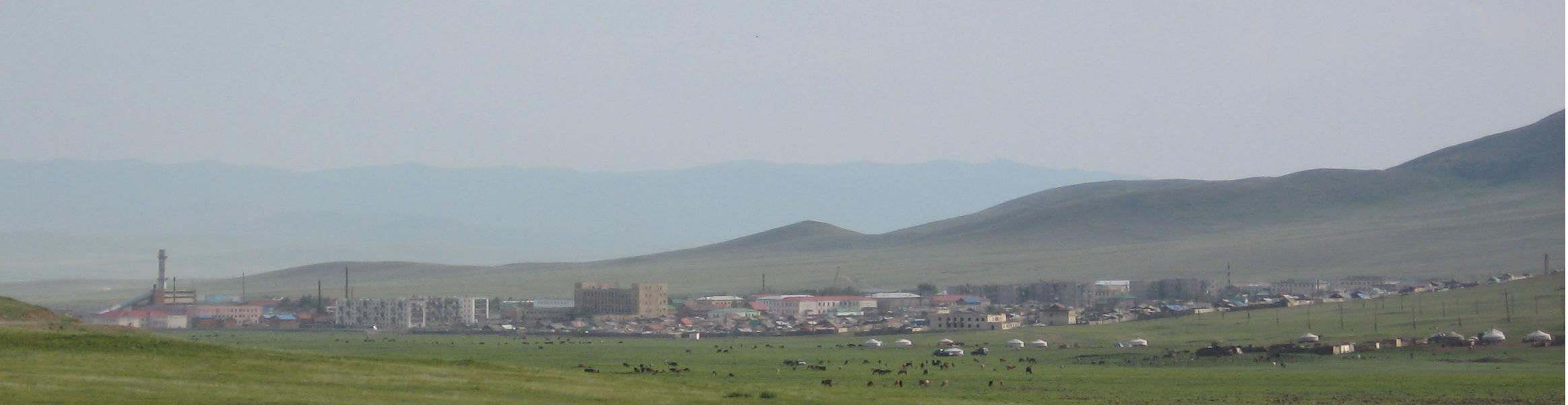
Панорама Зуунмоду

Розташоване в 30 км на південь від Улан-Батора на висоті 1529 метрів над рівнем моря у південній частині гірського хребта Богд-Хан-Уул.

### Клімат
Місто знаходиться у зоні, котра характеризується кліматом тропічних степів. Найтепліший місяць — липень із середньою температурою 15 °C (59 °F). Найхолодніший місяць — січень, із середньою температурою -22.8 °С (-9 °F).
| Клімат Зуунмода         | Клімат Зуунмода | Клімат Зуунмода | Клімат Зуунмода | Клімат Зуунмода | Клімат Зуунмода | Клімат Зуунмода | Клімат Зуунмода | Клімат Зуунмода | Клімат Зуунмода | Клімат Зуунмода | Клімат Зуунмода | Клімат Зуунмода | Клімат Зуунмода |
| Показник                | Січ.            | Лют.            | Бер.            | Квіт.           | Трав.           | Черв.           | Лип.            | Серп.           | Вер.            | Жовт.           | Лист.           | Груд.           | Рік             |
| Середня температура, °C | −22,8           | −19,8           | −11             | −1,1            | 7,3             | 12,7            | 15              | 13,2            | 6,6             | −1,7            | −12,8           | −20,5           | −2,9            |
| Норма опадів, мм        | 2.6             | 4.3             | 6.7             | 16.9            | 27.2            | 73.3            | 90              | 89.1            | 43.5            | 15.2            | 8.6             | 3.9             | 381.3           |
| Днів з опадами          | 3,3             | 2,7             | 3,3             | 5,5             | 8,3             | 13,3            | 16,8            | 16,7            | 8,9             | 5,8             | 4,2             | 4,2             | 93              |
| Вологість повітря, %    | 79.6            | 77.8            | 61.1            | 49.1            | 45.9            | 54.4            | 61.4            | 61.5            | 58.7            | 58              | 70              | 77.8            | 62.9            |
| ----------------------- | --------------- | --------------- | --------------- | --------------- | --------------- | --------------- | --------------- | --------------- | --------------- | --------------- | --------------- | --------------- | --------------- |
| Джерело: Weatherbase    |                 |                 |                 |                 |                 |                 |                 |                 |                 |                 |                 |                 |                 |

## Транспорт
Асфальтовою дорогою місто з'єднано з Улан-Батором (43 км), у жовтні 2013 року здано в експлуатацію дорогу Зуунмод — Налай (25 км.). Її буде включено до складу Трансмонгольської магістралі. На відстані 20 кілометрів від міста розташовано найбільший монгольський аеропорт імені Чингісхана.
Планується суттєвий розвиток міста, таким чином розвантаживши перенаселений Улан-Батор. Відповідно поруч з містом розпочато будівництво нового міжнародного аеропорту, також вивчається можливість прокладки залізничної магістралі в обхід Улан-Батора — вона буде включена в склад Трансмонгольської залізниці. Поруч з містом планується збудувати великий логістичний центр.

## Культура, пам'ятки архітектури та історії
У місті є краєзнавчий музей який має чимало матеріалів з історії аймаку. Працює коледж англійської мови, палац культури, є турбази.

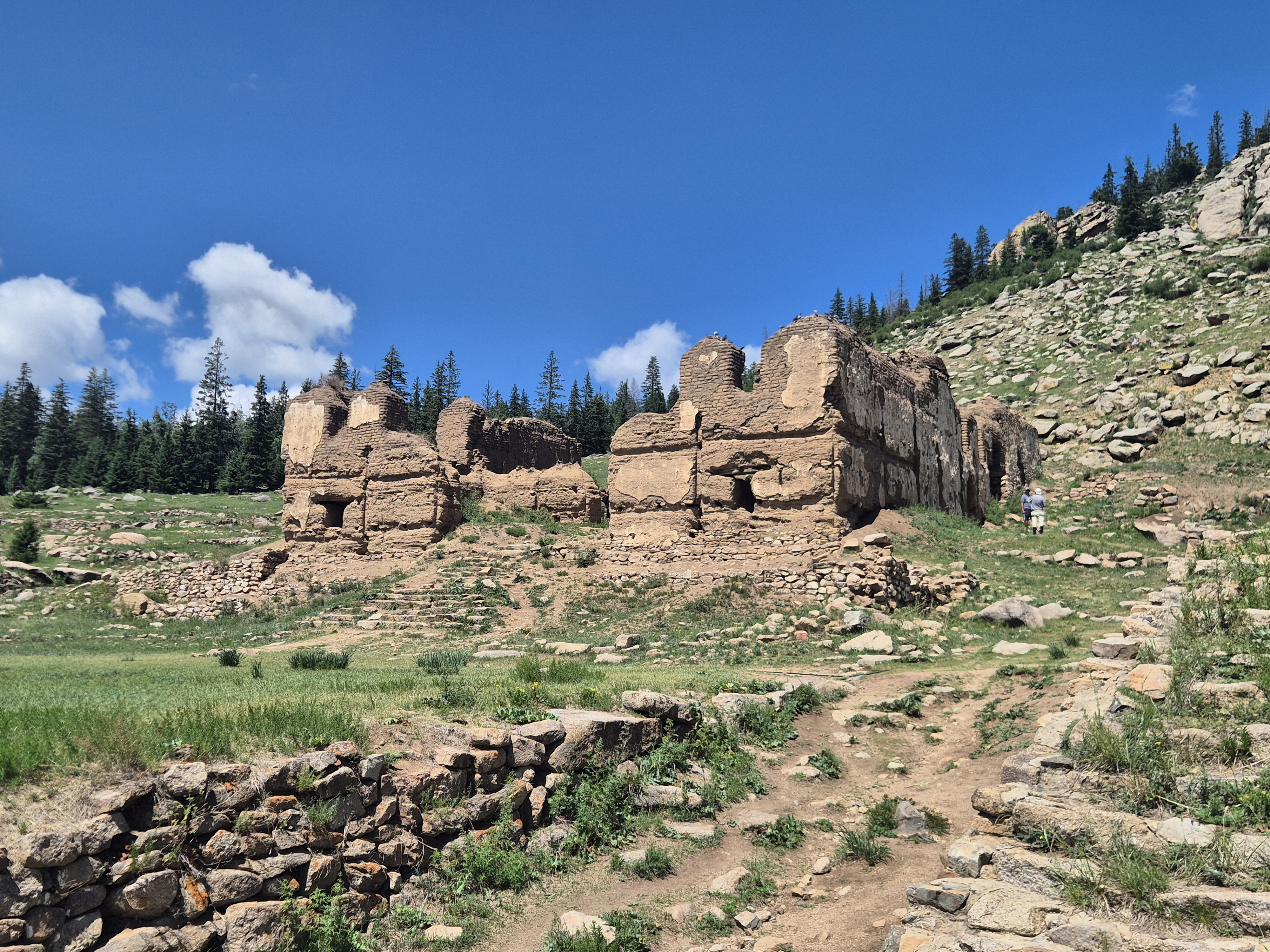
Руїни монастиря

У 15 км від міста розташовано священне місто Скеля Матері, також у його околиці розташована гора Богдохан яка у 1778 році була оголошена священною. Підставою для цього була віра в те, що тут народився Чингісхан. У соціалістичні часи гірський масив мав статус національного парку, зараз це особливо охоронювана територія площею 42 651 гектар, однак ЮНЕСКО пропонує її розширити до 60 000 гектарів.

### Буддійські монастирі
У самому місті є невеликий монастир Dasnicnoinkhorlon Khiid який знаходиться за півкометра від центру міста по дорозі до руїн монастиря Манджушрі.
У 1733 році в 4 кілометрах на північ від Зуунмоду було засновано буддійський монастир Манджушрі, який присвячений бодгітсатві мудрості Манджушрі. Один період монастир нараховував понад 20 храмів. Монастир було зруйновано у 1932 році. Свою діяльність він відновив у 1990-ті роки, однак відновити вдалось лише один храм.

## Відомі особистості
У поселенні народився:
- Сономин Чімедцерен (1932—2009) —монгольський шаховий композитор.

## Галерея

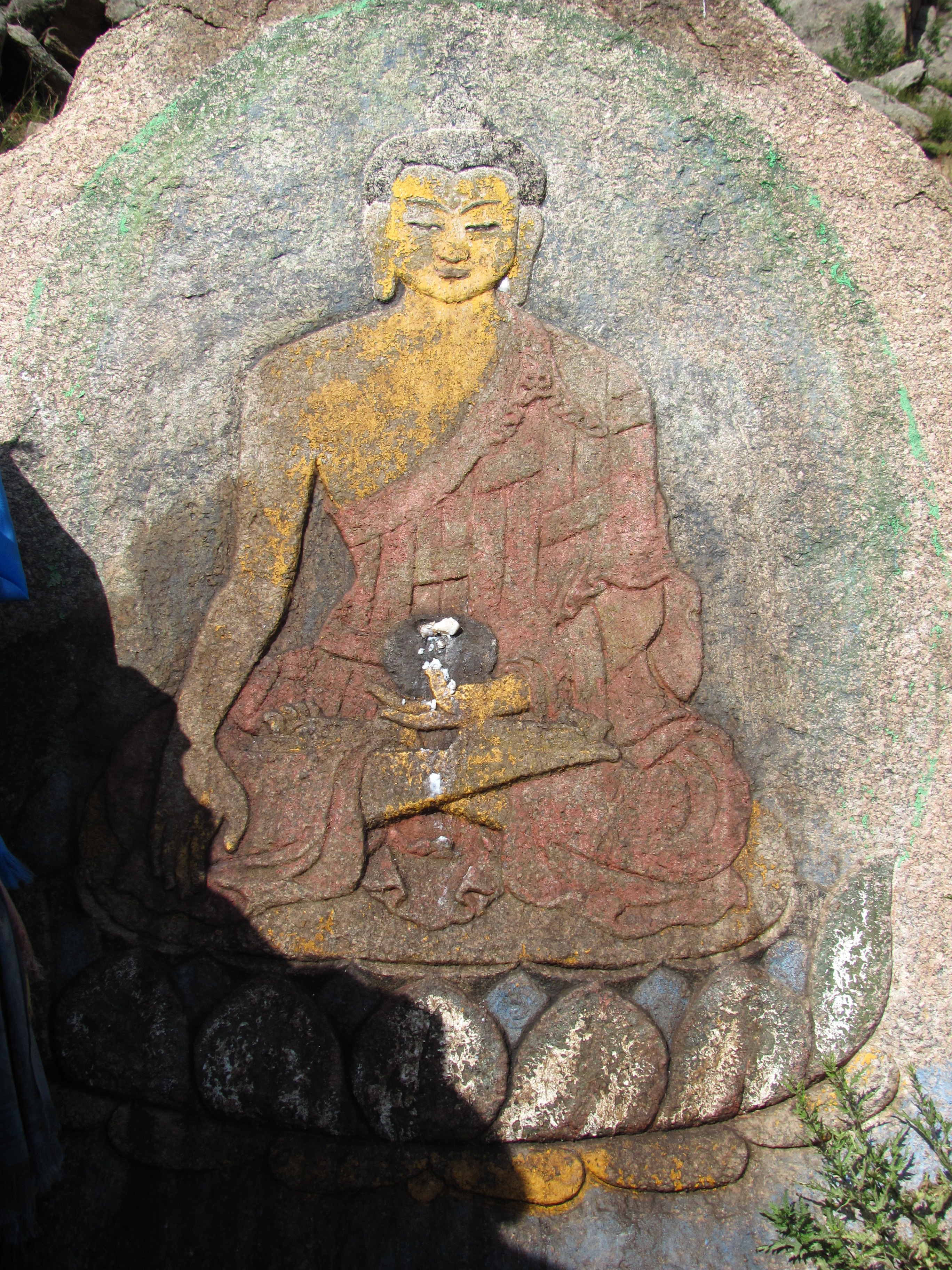
Буддийський рельєф 18 століття в монастирі
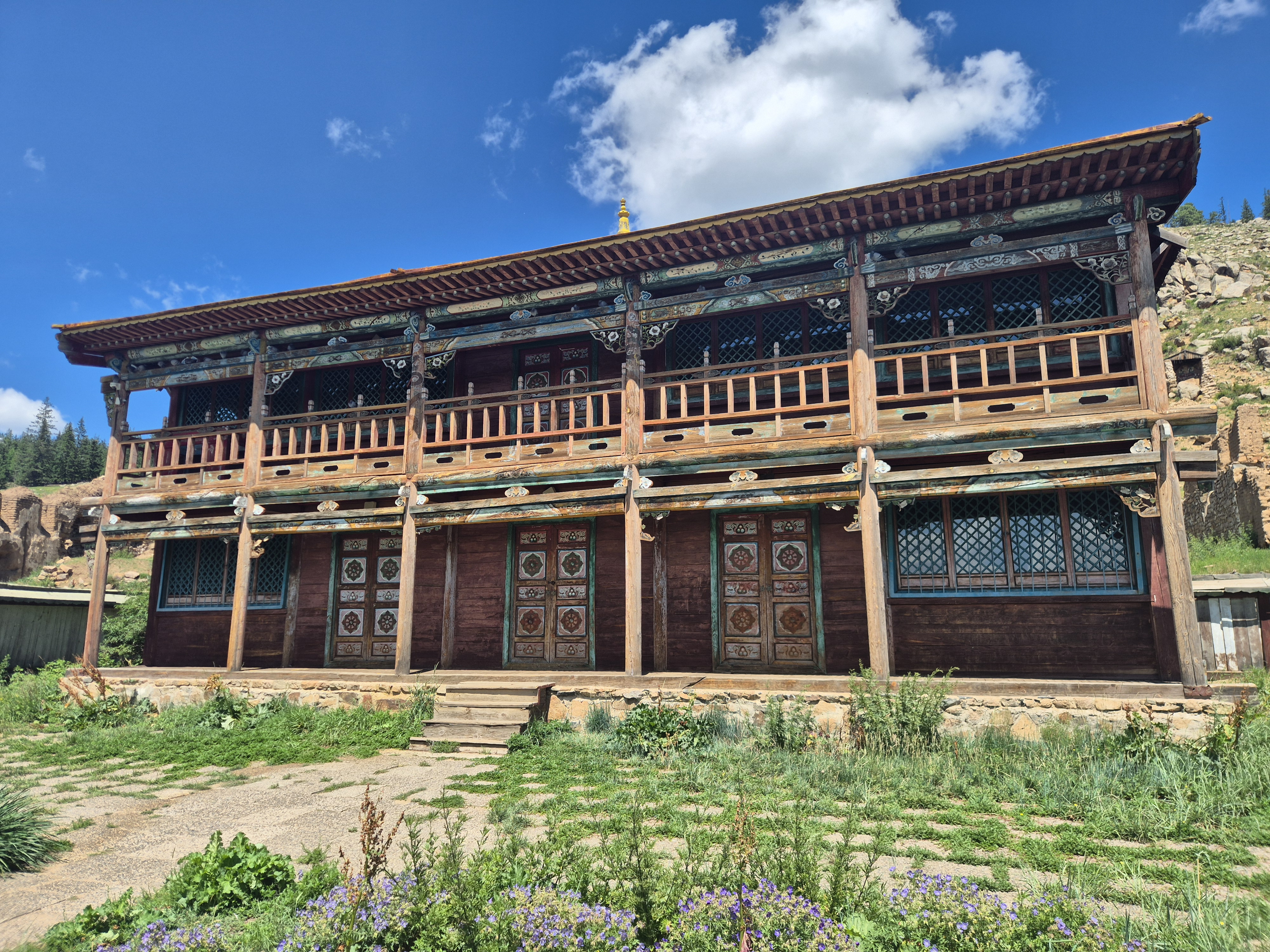
Монастир в Зуунмоді